# Filipe Cruz
Filipe de Carvalho Pinto da Cruz, também conhecido como Filipe Cruz (Luanda, 7 de setembro de 1969) é um treinador angolano de andebol. Comandou a Seleção Angolana Feminina que ficou em oitavo lugar nos Jogos Olímpicos de Verão de 2016 no Rio de Janeiro. Conduziu a equipa nacional a conquistar o título do Campeonato Africano de Andebol Feminino de 2016, tendo ganho a medalha de ouro. A equipa masculina da mesma modalidade obteve o bronze no Campeonato Africano de Andebol Masculino de 2016, comandada por Filipe.